# A Bronx Tale
A Bronx Tale (no Brasil: Desafio no Bronx; em Portugal: Bronx Tale - Um Bairro em Nova Iorque, ou Um Bairro em Nova Iorque) é um filme estadunidense de 1993 dos géneros drama e policial, dirigido e estrelado por Robert De Niro, com roteiro de Chazz Palminteri, que também atua, baseado em sua peça teatral homônima.

## Sinopse
Garoto de nove anos testemunha um assassinato, mas não delata à polícia o assassino, que inicia com o menino uma amizade desaprovada pelo pai deste. Oito anos depois, essa amizade entre um jovem e um criminoso sai do controle.

## Elenco
| Ator                 | Personagem         |
| -------------------- | ------------------ |
| Chazz Palminteri     | Sonny              |
| Robert De Niro       | Lorenzo Anello     |
| Joe Pesci            | Carmine            |
| Lillo Brancato       | Calogero (17 anos) |
| Francis Capra        | Calogero (9 anos)  |
| Kathrine Narducci    | Rosina Anello      |
| Taral Hicks          | Jane Williams      |
| Alfred Sauchelli Jr. | Bobby Bars         |
| Clem Caserta         | Jimmy Whispers     |
| Alfred Sauchelli Jr. | Bobby Bars         |
| Frank Pietrangolare  | Danny K.O.         |
| Roberta D'Andrea     | Tony Toupee        |
| Eddie Montanaro      | Eddie Mush         |
| Fred Fisher          | JoJo               |